# Pinhegas
José Chaves Santos, mais conhecido como Pinhegas (Belém, 21 de dezembro de 1917 — Santos, 21 de fevereiro de 2007) foi um futebolista brasileiro que atuava como ponta-esquerda.

## Carreira
Iniciou sua carreira nos secundários da Tuna Luso Comercial, de Belém, como centroavante. Pela Tuno, foi Campeão Paraense em 1938.
Em 1944, abandonou o Olímpico Clube, do Amazonas, com quem tinha contrato. Foi punido pela Federação Amazonense de Desportos Atléticos (FADA) com suspensão, mas a Justiça deu ganho de causa ao jogador e ao Fluminense, seu novo clube.
Chegou ao Tricolor em 1944, estreando em 28 de maio daquele ano. Ainda em 1944, coube a Pinhegas marcar o primeiro gol da história tricolor no Estádio Centenário, na derrota por 4 a 1 diante do Peñarol, pelo Torneio Quadrangular.
Ficou no clube até abril de 1948, se despedindo no dia 24, em partida contra o Canto do Rio no estádio Teixeira de Castro, válida pelo Torneio Municipal, do qual foi campeão. Pelo Fluminense, atuou em 109 jogos, marcou 52 gols e venceu o Campeonato Carioca de 1946.
Foi contratado pelo Santos Futebol Clube em 1948. Fez sua estreia em 4 de julho, na vitória do Santos sobre o Corinthians por 3x2, na Vila Belmiro, válida pelo Campeonato Paulista.
No ano seguinte, venceu a Taça Cidade de São Paulo pelo clube.
Com a camisa do Santos, Pinhegas atuou entre 1948 a 1951 fez 94 partidas e marcou 37 gols, boa parte deles em chutes de fora da área.
Ainda em 1951, se transferiria para o Jabaquara.

### Títulos
Tuna Luso
- Campeonato Paraense: 1938[2]

Fluminense
- Campeonato Carioca: 1946[6][7][11]

- Torneio Municipal: 1948

Santos
- Taça Cidade de São Paulo: 1949[9]

## Morte
Pinhegas morreu aos 89 anos no dia 21 de fevereiro de 2007 e seu corpo foi sepultado no Cemitério da Filosofia, no bairro do Saboó, em Santos.